# Feldhandballländerspiel Deutschland – Schweiz 1935
Das Feldhandballländerspiel Deutschland – Schweiz 1935 wurde am 19. Mai 1935 in Augsburg ausgetragen. Es war das erste Länderspiel der Schweiz.

## Vorgeschichte
Die meisten Deutschen betrachteten das Spiel gegen die Schweiz als ein leichtes Übungsspiel. Während die deutsche Nationalmannschaft schon zehn Länderspiele bestritten hatte, war dies für die Schweizer Mannschaft der erste Auftritt auf internationaler Ebene. Vom Fachamt Handball des Deutschen Reichsbunds für Leibesübungen wurden für das Länderspiel nur Spieler aus dem süddeutschen Raum nominiert.
Der Eidgenössische Turnverein beschaffte zwölf rote Leibchen mit weißem Kreuz. Die weißen Hosen, schwarze Strümpfe und die Schuhe mussten die Spieler selber kaufen. Die Reisekosten und die Unterkunft übernahm die Deutsche Sportbehörde für Athletik.

### Trainingsspiele der Schweizer
| Winterthurer Stadtmannschaft                                          | Winterthurer Stadtmannschaft | Schweiz | Schweiz |
| --------------------------------------------------------------------- | --- | --- | ------- |
| Winterthurer Stadtmannschaft                                          | \| Sonntag, 31. März 1935 um 14:45 in Winterthur (Stadion Schützenwiese) \| \| Ergebnis: 2:9 (1:4) \| \| Zuschauer: 1000 \| \| Schiedsrichter: Hans Urech \| | \| Sonntag, 31. März 1935 um 14:45 in Winterthur (Stadion Schützenwiese) \| \| Ergebnis: 2:9 (1:4) \| \| Zuschauer: 1000 \| \| Schiedsrichter: Hans Urech \| | Schweiz |
| Winterthurer Stadtmannschaft                                          | Abstinenten-Turnverein Basel: Max Streib (S) Amis Gymnastes Lausanne: André Rouilly (S) Solothurn: Flury (TW) Winterthur: Rüegg                              | Abstinenten-Turnverein Basel: Willy Gysi (TW), Meyer (S), Emil Simon (L), Ernst Hufschmid (S) Akademiker Bern: Georg Mischon (S) GG Bern: Robert Morgenthaler (S) Grasshopper Club Zürich: Karl Schmid (L), Eugen Seiterle (S) TV Kaufleute Basel: Adolf Stammbach (V) TV Kaufleute Zürich: Burckhardt (L), Kirsch (V) Ersatz: Abstinenten-Turnverein Basel: Max Streib (S) Amis Gymnastes Lausanne: André Rouilly (S) Grasshopper Club Zürich: Erland Herkenrath (V) TV Kleinbasel: Kipfer (TW) Winterthur: Blösch (L) | Schweiz |
| Winterthurer Stadtmannschaft                                          | 1:12 Streib Rouilly (Wechsel zur Schweiz) 2:4 Rüegg | 15′ 0:1 Hufschmid 0:2 Hufschmid 1:3 Mischon 1:4 Meyer Rouilly 2:5 Mischon 2:6 Rouilly 2:7 2:8 2:9 | Schweiz |
| Sonntag, 31. März 1935 um 14:45 in Winterthur (Stadion Schützenwiese) | | |         |
| Ergebnis: 2:9 (1:4)                                                   | | |         |
| Zuschauer: 1000                                                       | | |         |
| Schiedsrichter: Hans Urech                                            | | |         |

### Vor dem Spiel
Mehrere Tausend Personen empfingen die Schweizer Spieler, die im Hotel Drei Mohren logierten, am Bahnhof. Die ganze Stadt war wie für einen Staatsempfang mit Flaggen beschmückt.

## Spielverlauf
| Deutsches Reich                                               | Deutsches Reich | Schweiz | Schweiz | Aufstellung                               |
| ------------------------------------------------------------- | --- | --- | ------- | ----------------------------------------- |
| Deutsches Reich                                               | \| Sonntag, 19. Mai 1935 um 16:00 in Augsburg (Schwabenplatz) \| \| Ergebnis: 14:6 (7:3) \| \| Zuschauer: 10 000 – 12 000[7] \| \| Schiedsrichter: Julius Marquardt (Esslingen, Deutsches Reich) \| | \| Sonntag, 19. Mai 1935 um 16:00 in Augsburg (Schwabenplatz) \| \| Ergebnis: 14:6 (7:3) \| \| Zuschauer: 10 000 – 12 000[7] \| \| Schiedsrichter: Julius Marquardt (Esslingen, Deutsches Reich) \| | Schweiz | Aufstellung Deutsches Reich gegen Schweiz |
| Deutsches Reich                                               | TSV Esslingen: Paul Olpp Polizei SV Darmstadt: Rudolf Stahl, Karl Spalt VfR Frankfurt-Schwanheim: Fritz Brohm SV Waldhof Mannheim: Gottfried Rutschmann, Friedrich Spengler , Wilhelm Müller Stuttgarter Kickers: Anton Kohn SpVgg Fürth: Tobias Goldstein, Hans Hirsch 1. FC Nürnberg: Karl Holzwarth Ersatz: Polizei SV Darmstadt: Heinrich Keimig, Georg Dascher SV Polizei Hamburg: Strecker Cheftrainer: Otto Kaundinya | Abstinenten-Turnverein Basel: Willy Gysi, Emil Simon, Max Streib, Ernst Hufschmid Grasshopper Club Zürich: Erland Herkenrath, Burkhard Gantenbein, Eugen Seiterle, Karl Schmid , Martin Köpfli TV Kaufleute Basel: Adolf Stammbach Akademiker Bern: Georg Mischon Ersatz: TV Kaufleute Zürich: Georg Kirsch Amis Gymnastes Lausanne: André Rouilly Cheftrainer: Hans Urech | Schweiz | Aufstellung Deutsches Reich gegen Schweiz |
| Deutsches Reich                                               | 1′ 1:0 Spengler ?′ (Strafstoß) 2:0 Spengler 3:0 Spengler 4:0 Goldstein 8′ 5:1 Hirsch 6:3 Spengler Kohn Dascher 29′ (Strafstoß) 7:3 Spengler 8:3 Hirsch ?′ (Strafstoß) 9:3 Spalt 10:3 Dascher 11:3 Goldstein 12:4 Spengler 13:5 Hirsch 14:6 Spalt | 10′ (Strafstoß) 4:1 Mischon 13′ 5:2 Seiterle ~15′ (Strafstoß) 5:3 Hufschmid 15′ 11:4 Seiterle 16′ 12:5 Hufschmid 26′ 13:6 Mischon | Schweiz | Aufstellung Deutsches Reich gegen Schweiz |
| Sonntag, 19. Mai 1935 um 16:00 in Augsburg (Schwabenplatz)    | | |         |                                           |
| Ergebnis: 14:6 (7:3)                                          | | |         |                                           |
| Zuschauer: 10 000 – 12 000                                    | | |         |                                           |
| Schiedsrichter: Julius Marquardt (Esslingen, Deutsches Reich) | | |         |                                           |

## Nach dem Spiel
Am Abend gab es mit beiden Mannschaften ein gemeinsames Essen. Man beschloss, dass es im Oktober eine Revanche in der Schweiz geben wird.

## Reaktionen
Das Fachblatt Handball schrieb folgendes zur Schweizer Leistung:

„Alle technischen Fertigkeiten, Fangen und Werfen in allen Lagen, waren den Schweizern ebenso geläufig wie unserer Mannschaft. Auch in der Taktik fielen keine grundsätzlichen Unterschiede zwischen den beiden Mannschaften auf. (...) Drei Punkte entschieden den Sieg für Deutschland: Das deutsche Spiel verfügte über ein bedeutend grösseres Tempo, die erheblich grössere Wurfkraft und die Kombinationen konnten auch im flottesten Lauf durchgeführt werden.“